# Adelberth Naundorff
Pour les articles homonymes, voir Naundorff.
Ne doit pas être confondu avec Louis-Adelberth Naundorff.
 (mars 2020).
Si vous disposez d'ouvrages ou d'articles de référence ou si vous connaissez des sites web de qualité traitant du thème abordé ici, merci de compléter l'article en donnant les références utiles à sa vérifiabilité et en les liant à la section « Notes et références ».
Adelberth Naundorff, dit aussi Adelberth de Bourbon, né le 26 avril 1840 à Camberwell-Green et mort le 18 octobre 1887 à Bergen-op-Zoom, est le huitième enfant et le quatrième fils de Karl-Wilhelm Naundorff, le plus célèbre de ceux qui, au XIXe siècle, prétendirent être le dauphin Louis XVII, fils du roi Louis XVI et de Marie-Antoinette d'Autriche, officiellement mort à la Tour du Temple.
Titré « comte de Provence », il est à l'origine de la branche cadette de la famille Naundorff, canadienne, dite d'Adelberth. Son fils aîné, Henri, sera déclaré par une partie des naundorffistes, prétendant au trône de France, au détriment de Jean de Bourbon, autre prétendant.

## Famille
Adelberth Naundorff est né le 26 avril 1840 à Camberwell-Green, de Karl-Wilhelm Naundorff (1785-1845) et de Jeanne Einert (1803-1888).
Il épouse en 1865 Marie du Quesne van Bruchem (27 juillet 1834 à Arnhem – 7 juin 1915 à La Haye), dont 5 enfants :
- Henri Jean Édouard de Bourbon,
- Louis Charles Jean-Philippe de Bourbon,
- Ange-Emmanuel-Gilles-Adolphe de Bourbon,
- Jean Louis Marie de Bourbon,
- Charles Ferdinand de Bourbon.

## Biographie
Naturalisé hollandais par la loi du 22 décembre 1863, Adelberth est fait 2nd lieutenant d’Infanterie le 15 janvier 1864. En 1868, il devient premier lieutenant au Régiment des Grenadiers et Chasseurs de la Garde à la Haye et le 29 mai 1883 il est fait Capitaine-Commandant d'Infanterie à Bergen-op-Zoom. Marié à Utrecht, civilement et à l'église, le 23 février 1865 (divorce le 8 novembre 1886) à une protestante : Marie Catherine Jeanne Adrienne du Quesne van Bruchem.
Adelberth eut cinq fils, les deux premiers supportèrent avec peine l’Aînesse des fils de Charles-Edmond, et comme leur père l’avait fait avec son frère « Charles XI », tentèrent de revendiquer le droit d’Aînesse en se basant sur des considérations qui n’avaient rien à voir avec les règles successorales du trône de France.
Adelberth de Bourbon prit la nationalité hollandaise, non par désaffection de sa patrie d’origine, mais pour être officier dans l’armée néerlandaise. Henri Charles Édouard, son fils, garda cette nationalité hollandaise pour les mêmes raisons.
En juillet 1855, le colonel gouverneur de l'Académie royale des Pays-Bas fait connaître à la « duchesse de Normandie » que son fils aîné Adelberth (âgé de quinze ans) est admis en vertu d'une ordonnance du ministre de la guerre du 20 juin précédent, à concourir pour être reçu à l'Académie, faveur qui n'est jamais accordée à un étranger. Le jeune Adelberth, sergent au 6e régiment d'infanterie, se distingue et réussit en 1863, le concours pour l'obtention du grade d'officier. Comme aucun étranger ne peut devenir officier dans l'armée des Pays-Bas, il présente une requête aux fins de naturalisation, requête qui est soumise par le gouvernement aux Etats-Généraux.
Le 14 novembre 1883, Louis-Charles Naundorff (Charles XI) (1831-1899) signe une déclaration cédant ses « droits » à son frère cadet Adelberth. À cette époque, ses deux autres frères cadets sont déjà décédés : Charles-Edmond (1833-1883) et Ange-Emmanuel (1843-1878). Or Charles-Edmond est pourtant l'aîné d'Adelberth et à des fils, dont Jean de Bourbon (1872-1914).
La renonciation de Louis-Charles est considérée nulle de plein droit : la couronne de France n'est pas un héritage dont on peut disposer, mais une charge à laquelle on ne peut renoncer, et qu'on ne peut aliéner. Aussi, revenu de cette erreur, Louis-Charles révoque cet acte le 17 avril 1884, et réaffirme les lois fondamentales du royaume en reconnaissant finalement pour ses successeurs et héritiers directs les fils de son frère cadet Charles-Edmond, dont Jean de Bourbon.
Mais, lors de la mort de Louis-Charles en 1899, les fils d'Adelberth Naundorff invoquent à nouveau la fameuse renonciation de ses « droits » en faveur de leur père, ainsi qu'une irrégularité du mariage de leur oncle Charles-Edmond Naundorff, déclarant alors la guerre de succession naundorffiste au nouveau prétendant Jean de Bourbon (Jean III) fils de Charles-Edmond.

## Armoiries
| Blason | Blasonnement : D'azur à un sacré-cœur de gueules accompagné de trois fleurs de lys d'or. Commentaires : En 1879, Louis-Charles de Bourbon (« Charles XI ») (1831-1899) et sa sœur Amélie (1819-1891) décident de porter le Sacré-Cœur en « abîme » sur l'écu traditionnel des rois de France aux trois fleurs de lys. |